# محمود رسولی (بازیکن والیبال)
محمود رسولی (زاده ۲۸ اردیبهشت ۱۳۷۷ در ساوه) بازیکن اهل ایران است که برای باشگاه والیبال تیم گل گهر سیرجان بازی می‌کند.همچنین وی سابقه عضویت در ملی نوجوانان و جوانان دارد.

## پیشینه
پست تخصصی محمود رسولی پشت خط زن می باشد.او همچنین در تیم‌های شهرداری ورامین و سپاهان اصفهان و تیم العربی قطر حضور داشته است .